# ダリス・ラ・カリベーニャ
ダリス・ラ・カリベーニャ（Dalys la Caribeña、1975年2月20日 - ）は、パナマ出身の女子プロレスラー。CMLL所属。テクニカ。父も元プロレスラーで現在は母国でプロモーター。SMASHやWNCに来日歴のあるベネノは兄。夫はネグロ・カサス。
2022年、ネグロ・カサスと共にライバル団体・AAAに登場した。CMLLはこの事態にダリスが保持しているタイトルの剥奪を発表した。

## 来歴
2009年10月6日、CMLL世界女子王座挑戦権を懸けた「torneo cibernetico」で正式デビュー。
2012年、REINA初来日、初戦はゴヤ・コング、星ハム子との3WAYだったが、ゴヤのラストライド→エビ固めで敗れる。5月13日の後楽園ホールでセウシス、ゴヤと組み、下田美馬、Ray、中川ともかと6人タッグで対戦するが、セウシスが下田のタイガースープレックスホールドに屈する。KAIENTAI DOJOにも参戦した。
2014年3月24日、マルセラに敗れ髪を刈られた。
2022年、ネグロ・カサスと共にライバル団体・AAAに登場した。CMLLはこの事態にダリスが保持しているタイトルの剥奪を発表した。

## 得意技
- La Casita

## タイトル歴
- CMLL世界女子王座（第18代）
- CMLL日本女子王座（初代）

## エピソード
- 2009年にデビューする際、夫のネグロ・カサスからロッシー小川に対して日本で修行させるための協力を求めていたが、小川からは「あなた（ネグロ）が日本に来たいんでしょ?」と断られた[6]。